# 心脏生理学
心脏生理学（英語：Cardiac physiology）是指研究心脏功能的学科，研究内容包括血流量、心肌结构、心脏的电传导系统、心动周期和心输出量等。